# Mohamed Bamba
Pour les articles homonymes, voir Bamba.
Mohamed Bamba, dit Mo Bamba, né le 12 mai 1998 à Harlem dans l'État de New York, est un joueur américano-ivoirien de basket-ball évoluant au poste de pivot. 
Il est choisi en 6e position par le Magic d'Orlando lors de la draft 2018 de la NBA.

## Biographie
Mohamed Bamba est d'origine ivoirienne du côté de son père. Ce dernier est originaire de Touba et a émigré aux États-Unis. En mai 2024, Mohamed Bamba reçoit la nationalité ivoirienne.

### Carrière universitaire
Il effectue son cursus universitaire avec les Longhorns du Texas. Lors de la March Madness 2018, lui et Texas sont éliminés dès le premier tour face au Wolf Pack du Nevada.

### Carrière professionnelle

#### Magic d'Orlando (2018-2023)
Le 21 juin 2018, Mo Bamba est sélectionné à la 6e position de la draft 2018 de la NBA par le Magic d'Orlando.
En 2019, Bamba est le joueur possédant la plus large envergure de la NBA avec 2,39 m, devant le Français Rudy Gobert (2,36 m).
Bamba réalise une bonne saison 2021-2022 avec des moyennes de 10,6 points, 8,1 rebonds et 1,7 contre (à 48 % aux tirs et 38 % à trois points) et devient titulaire du Magic au poste de pivot.
En juillet 2022, Bamba signe un nouveau contrat avec le Magic d'Orlando. Le contrat est pour deux ans et 21 millions de dollars.

#### Lakers de Los Angeles (2023)
Le jour de la fermeture du marché des transferts, Mo Bamba est transféré vers les Lakers de Los Angeles contre Patrick Beverley et un second tour de draft. Il est coupé le 28 juin 2023.

#### 76ers de Philadelphie (2023-2024)
Début juillet 2023, il s'engage pour une saison aux 76ers de Philadelphie,.

#### Clippers de Los Angeles (2024-février 2025)
En juillet 2024, il s'engage pour une saison aux Clippers de Los Angeles.
Début février 2025, avec P. J. Tucker, il est transféré au Jazz de l'Utah contre Patty Mills et Drew Eubanks. Il est coupé par le Jazz dans la foulée.

#### Pelicans de La Nouvelle-Orléans (mars 2025)
En mars 2025, il s'engage pour 10 jours avec les Pelicans de La Nouvelle-Orléans.

## Palmarès

### Distinctions personnelles
- McDonald's All-American Team en 2017
- Second-team All-Big 12 en 2018.
- Big 12 All-Defensive Team en 2018.
- Big 12 All-Newcomer Team en 2018

## Statistiques

### Universitaires
| Saison    | Équipe | Matchs | Titul. | Min./m | % Tir | % 3pts | % LF | Rbds/m. | Pass/m. | Int/m. | Ctr/m. | Pts/m. |
| --------- | ------ | ------ | ------ | ------ | ----- | ------ | ---- | ------- | ------- | ------ | ------ | ------ |
| 2017-2018 | Texas  | 30     | 29     | 30,2   | 54,1  | 27,5   | 68,1 | 10,53   | 0,50    | 0,77   | 3,70   | 12,90  |
| Total     | Total  | 30     | 29     | 30,2   | 54,1  | 27,5   | 68,1 | 10,53   | 0,50    | 0,77   | 3,70   | 12,90  |

### Professionnelles

#### Saison régulière NBA
| Saison    | Équipe       | Matchs | Titul. | Min./m | % Tir | % 3pts | % LF | Rbds/m. | Pass/m. | Int/m. | Ctr/m. | Pts/m. |
| --------- | ------------ | ------ | ------ | ------ | ----- | ------ | ---- | ------- | ------- | ------ | ------ | ------ |
| 2018-2019 | Orlando      | 47     | 1      | 16,3   | 48,1  | 30,0   | 58,7 | 4,96    | 0,83    | 0,28   | 1,36   | 6,21   |
| 2019-2020 | Orlando      | 62     | 0      | 14,2   | 46,2  | 34,6   | 67,4 | 4,87    | 0,68    | 0,37   | 1,39   | 5,35   |
| 2020-2021 | Orlando      | 46     | 5      | 15,8   | 47,2  | 32,2   | 68,2 | 5,80    | 0,80    | 0,30   | 1,30   | 8,00   |
| 2021-2022 | Orlando      | 71     | 69     | 25,7   | 48,0  | 38,1   | 78,1 | 8,10    | 1,20    | 0,50   | 1,70   | 10,60  |
| 2022-2023 | Orlando      | 40     | 6      | 17,0   | 49,5  | 39,8   | 68,6 | 4,60    | 1,10    | 0,30   | 1,00   | 7,30   |
| 2022-2023 | L.A Lakers   | 9      | 1      | 9,8    | 40,7  | 31,3   | 54,5 | 4,60    | 0,40    | 0,10   | 0,60   | 3,70   |
| 2023-2024 | Philadelphie | 57     | 17     | 13,0   | 49,0  | 39,1   | 68,0 | 4,20    | 0,70    | 0,40   | 1,10   | 4,40   |
| Total     | Total        | 332    | 99     | 17,2   | 47,8  | 36,1   | 68,1 | 5,50    | 0,90    | 0,40   | 1,30   | 7,00   |

Mise à jour le 2 juillet 2024

## Records sur une rencontre en NBA
Les records personnels de Mohamed Bamba en NBA sont les suivants, :
| Type de statistique        | Saison régulière | Saison régulière        | Saison régulière |
| Type de statistique        | Record           | Adversaire              | Date             |
| -------------------------- | ---------------- | ----------------------- | ---------------- |
| Points                     | 32               | @ 76ers de Philadelphie | 19 janvier 2022  |
| Paniers marqués            | 12               | @ 76ers de Philadelphie | 19 janvier 2022  |
| Paniers tentés             | 17               | Wizards de Washington   | 13 novembre 2021 |
| Paniers à 3 points réussis | 7                | @ 76ers de Philadelphie | 19 janvier 2022  |
| Paniers à 3 points tentés  | 9                | 3 fois                  | 3 fois           |
| Lancers francs réussis     | 8                | Celtics de Boston       | 5 mai 2021       |
| Lancers francs tentés      | 10               | Celtics de Boston       | 5 mai 2021       |
| Rebonds offensifs          | 7                | @ Hornets de Charlotte  | 7 mai 2021       |
| Rebonds défensifs          | 15               | @ Raptors de Toronto    | 29 octobre 2021  |
| Rebonds totaux             | 18               | 2 fois                  | 2 fois           |
| Passes décisives           | 6                | Raptors de Toronto      | 1er avril 2022   |
| Interceptions              | 3                | 2 fois                  | 2 fois           |
| Contres                    | 6                | 2 fois                  | 2 fois           |
| Balles perdues             | 4                | 3 fois                  | 3 fois           |
| Minutes jouées             | 39               | @ Raptors de Toronto    | 29 octobre 2021  |

- Double-double : 30
- Triple-double : 0

Dernière mise à jour : 27 mars 2024

## Hommages
Le rappeur américain Sheck Wes a réalisé une chanson intitulée « Mo Bamba (en) ». Cette chanson a connu un fort retentissement en 2018.